# Mercury Comet
Mercury Comet – samochód osobowy klasy średniej produkowany pod amerykańską marką Mercury w latach 1960 – 1977.

## Pierwsza generacja

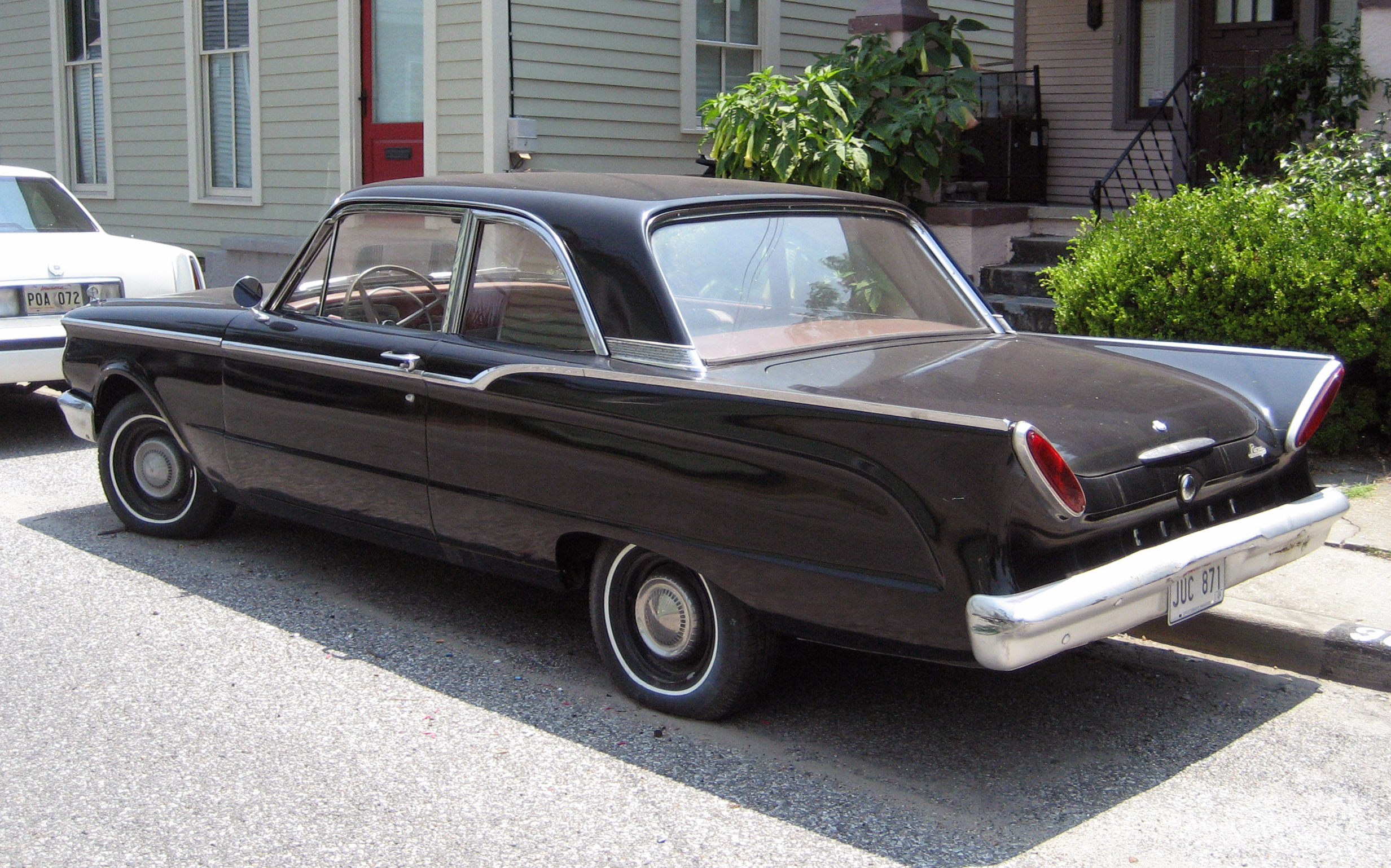
Mercury Comet I - tył

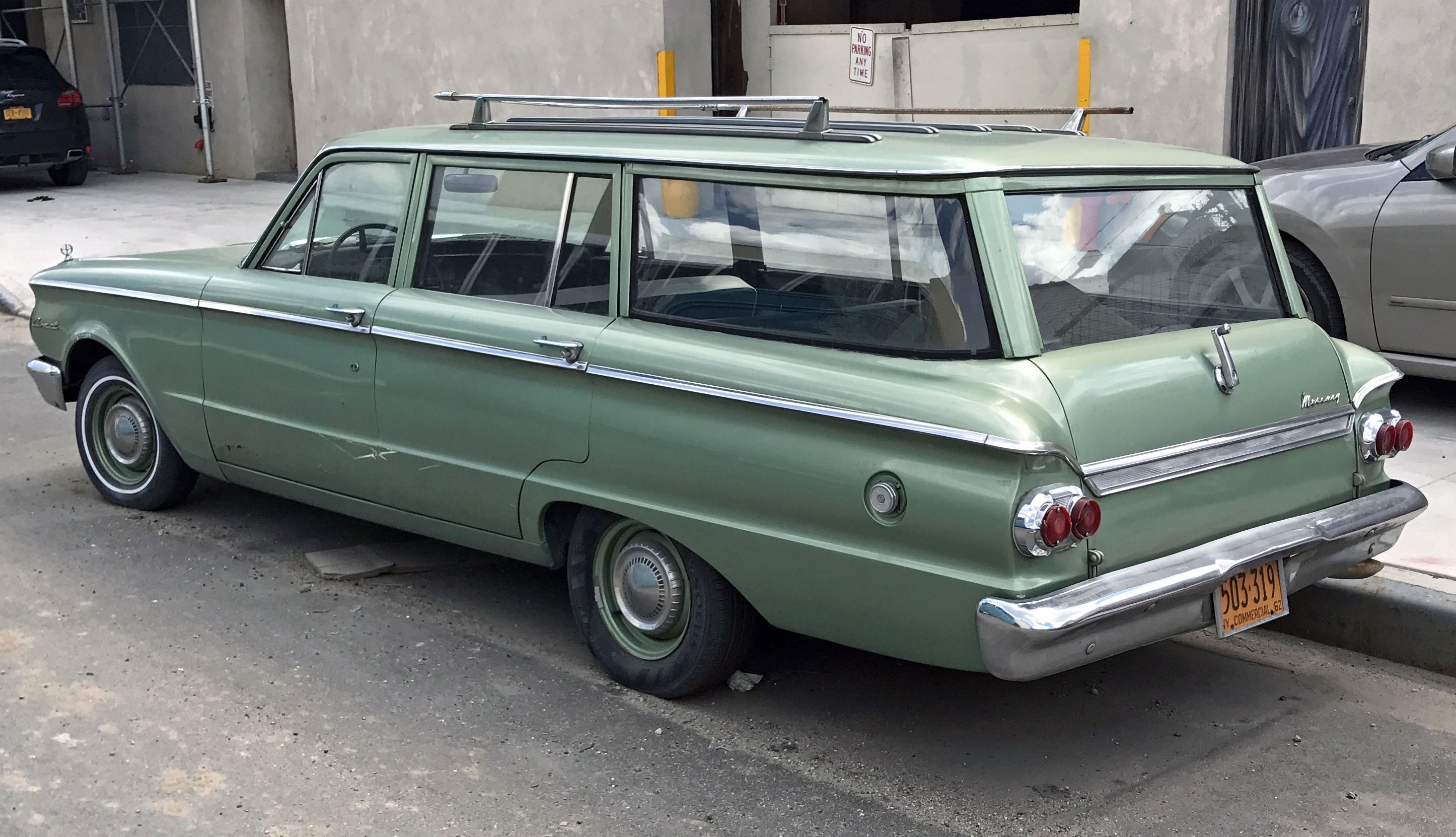
Mercury Comet I Kombi

Mercury Comet I został zaprezentowany po raz pierwszy w 1960 roku.
Pod koniec lat 50. XX wieku Ford zdecydował się poszerzyć swoją ofertę o nowy, średniej wielkości model Falcon. Rok później, wiosną 1960 roku, bliźniacza konstrukcja zasiliła także ofertę bratniej marki Mercury jako model Comet.
Pierwsza generacja średniej klasy konstrukcji Mercury odtwarzała cechy stylistyczne większych modeli marki, wyróżniając się nisko osadzonymi podwójnymi reflektorami, dużą chromowaną atrapą chłodnicy, a także strzelistymi tylnymi nadkolami. Na ich krawędziach osadzone zostały niewielkie, owalne tylne lampy, za to boczne panele zdobiły wykończone chromem przetłoczenia.

### Silniki
- L6 2.4l
- L6 2.8l
- V8 4.3l

## Druga generacja

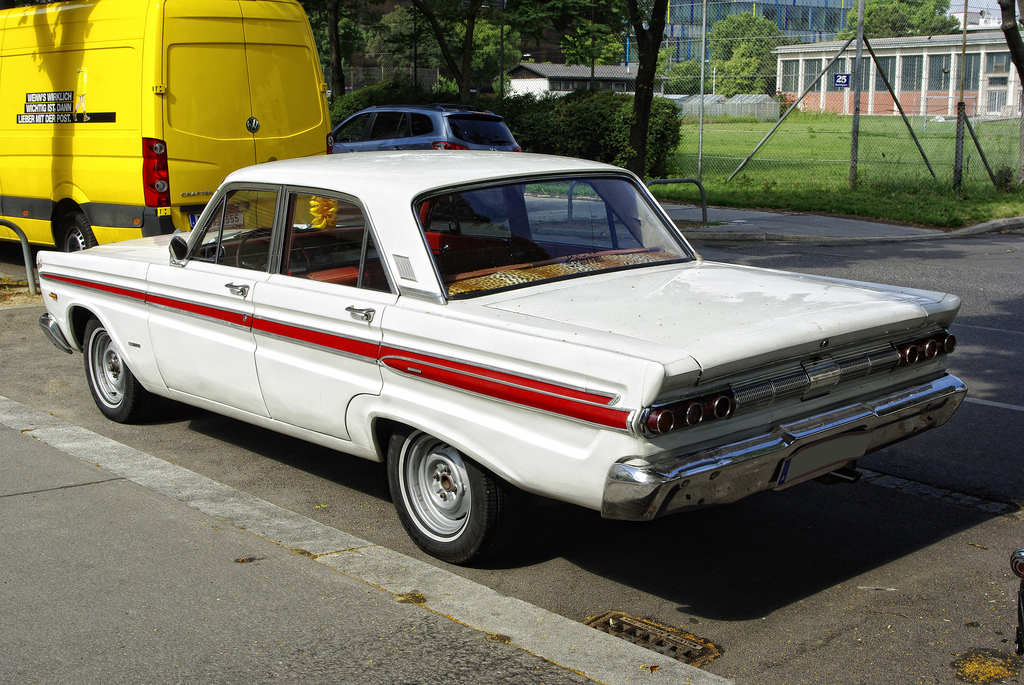
Mercury Comet II - tył

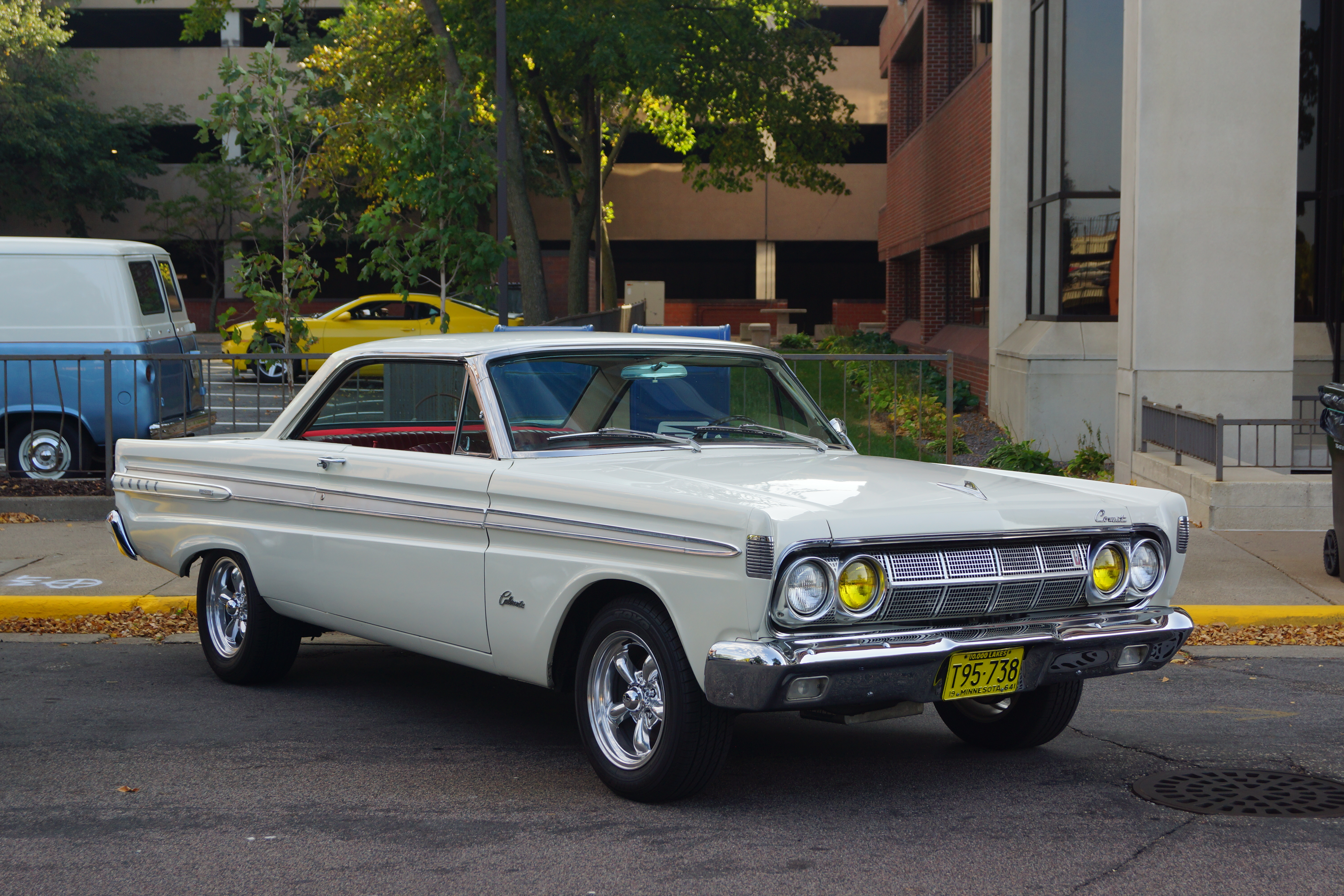
Mercury Comet II Coupe

Mercury Comet II został zaprezentowany po raz pierwszy w 1964 roku.
Wzorem bliźniaczego Forda Falcona, w 1964 roku przedstawiono drugą generację Mercury Comet, która była obszernie zdmoernizowanym poprzednikiem, opierając się na jego wydłużonej platformie.
Charakterystycznymi rozwiązaniami stylistycznymi stał się bardziej kanciasty pas przedni, z wyżej ulokowanymi, podwójnymi reflektorami w okrągłym kształcie. Z tyłu za to pojawiły się łagodniej zarysowane nadkola, które zyskały nisko umieszczone lampy składające się z potrójnych kloszy o okrągłym kształcie.

### Silniki
- L6 2.8l
- L6 3.3l
- V8 4.3l
- V8 4.7l
- V8 7.0l

## Trzecia generacja

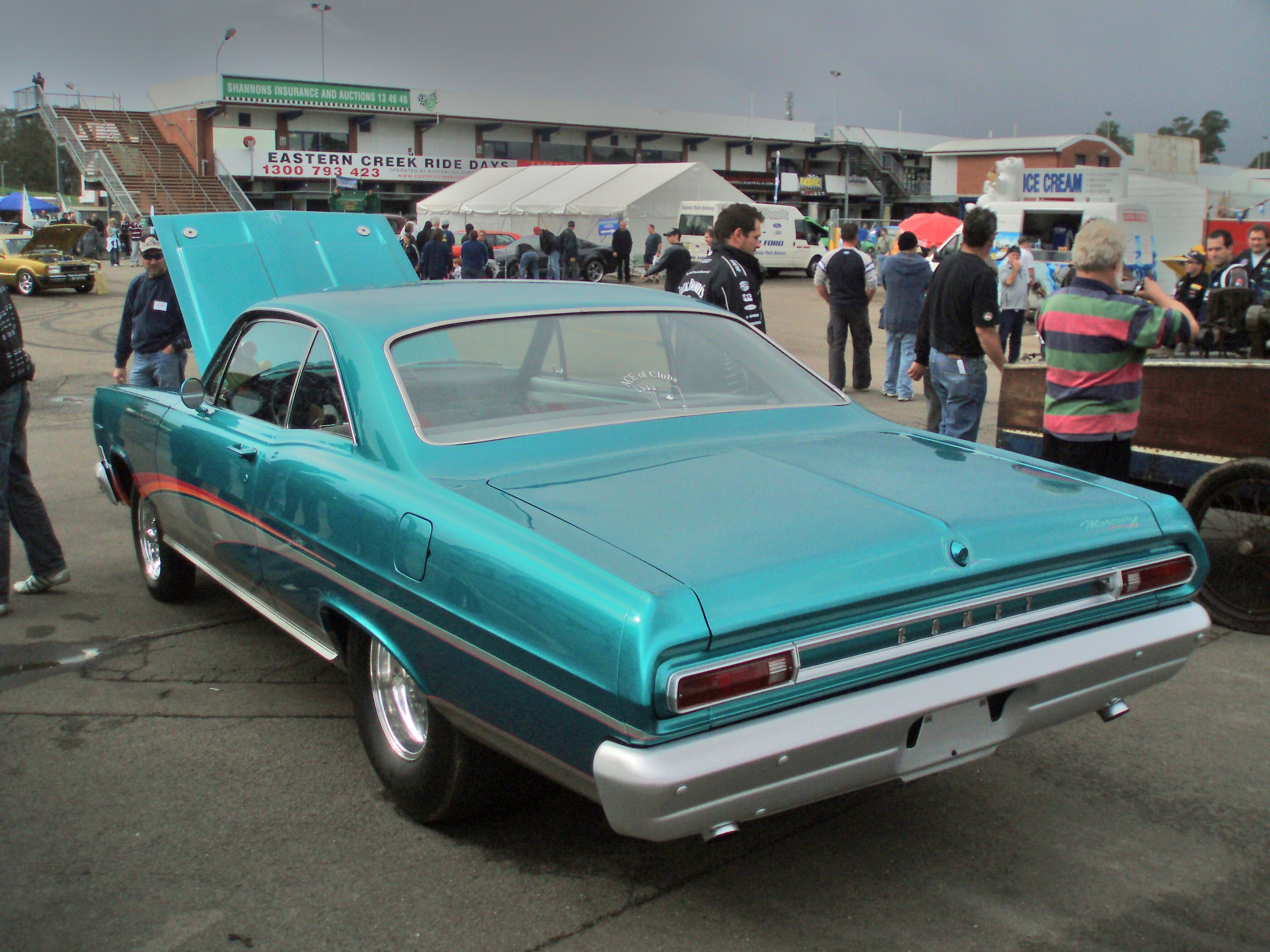
Mercury Comet III - tył

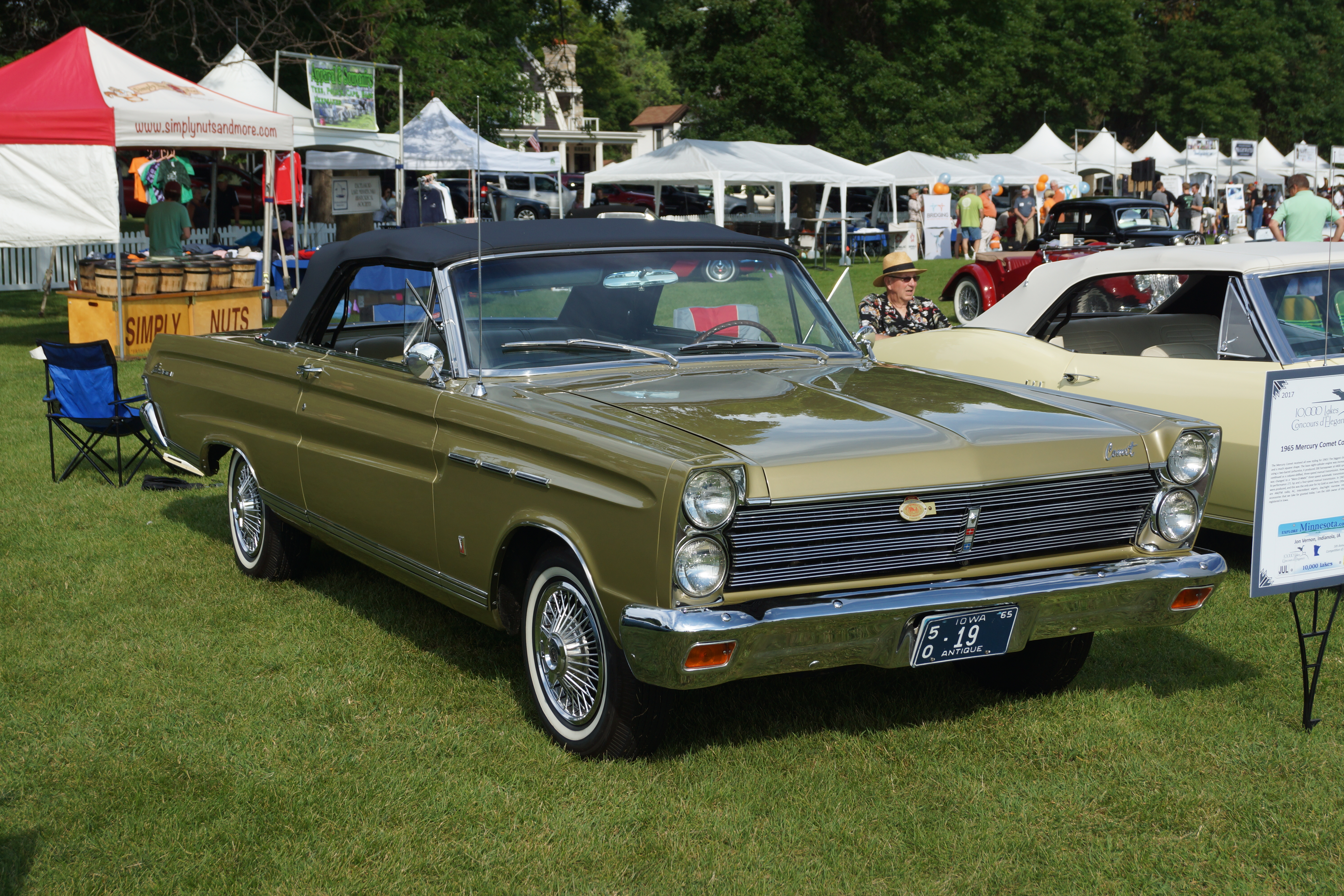
Mercury Comet III Cabriolet

Mercury Comet III został zaprezentowany po raz pierwszy w 1966 roku.
Trzecia generacja Mercury Comet powstała na nowej, większej platformie koncernu Ford, po raz ostatni będąc bliźniaczą konstrukcją Forda Falcona. Samochód zyskał bardziej kanciaste kształty nadwozia, z wyraźniej zarysowanymi przetłoczeniami.
Z przodu pojawiły się pionowo umieszczone, podwójne reflektory, między którymi znalazła się dwuczęściowa, przedzielona w połowie atrapa chłodnicy. Tylną część nadwozia, tym razem pozbawioną weksponowanych nadkoli, zdobiły wąskie, prostokątne lampy.

### Silniki
- L6 4.1l
- V8 4.7l
- V8 4.9l
- V8 5.9l
- V8 6.4l

## Czwarta generacja

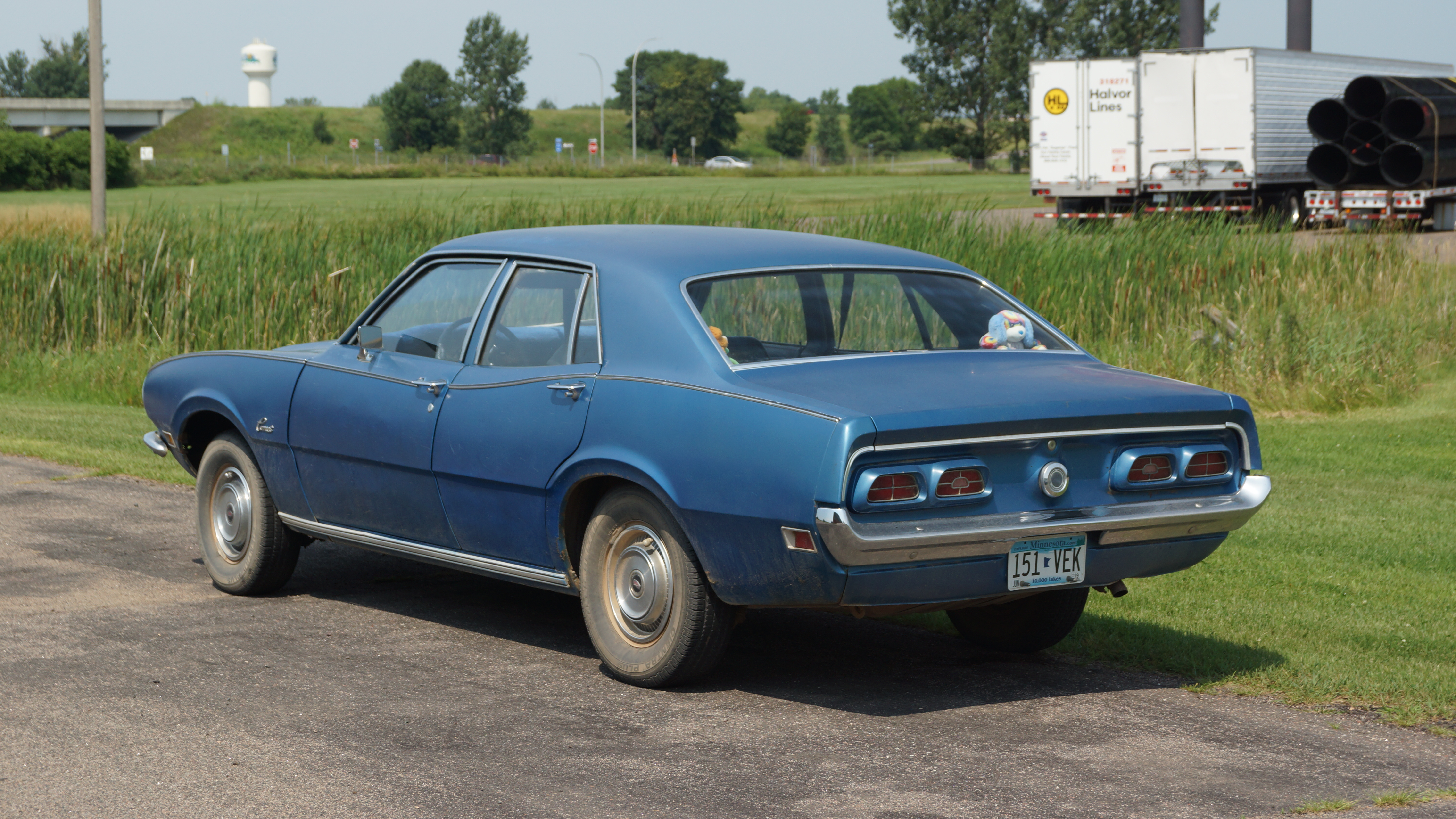
Mercury Comet IV - tył

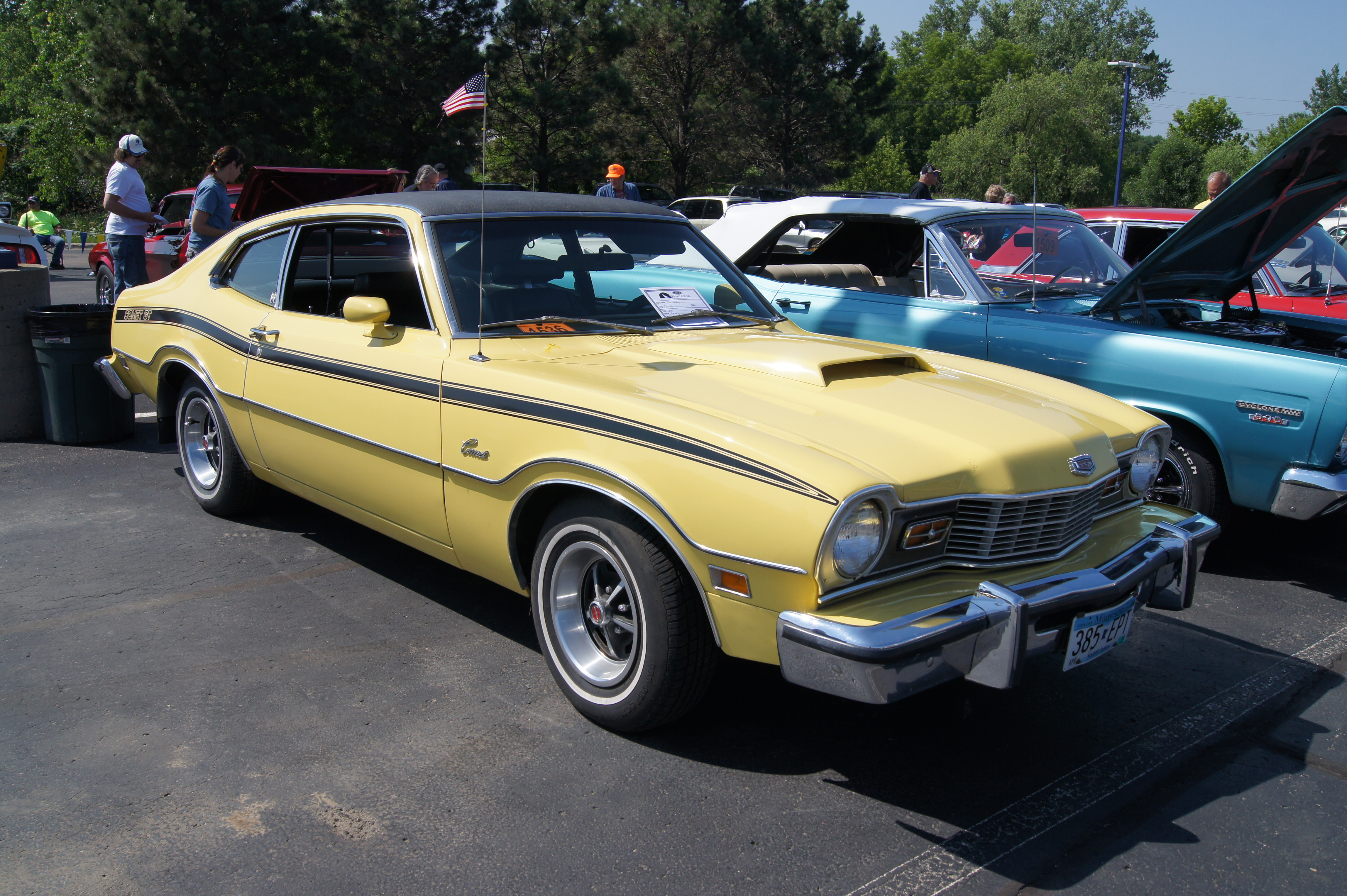
Mercury Comet IV Coupe

Mercury Comet IV został zaprezentowany po raz pierwszy w 1971 roku.
Czwarta i ostatnia generacja Mercury Comet trafiła na rynek po dwuletniej przerwie w produkcji tej linii modelowej, powstając ponownie jako bliźniacza konstrukcja wobec pojazdu Forda. Tym razem był to jednak następca dotychczasowej linii modelowej Falcon o nazwie Maverick.
Samochód utrzymano w charakterystycznych, obłych proporcjach z wyraźnie zarysowanymi nadkolami, a także dużymi okrągłymi reflektorami w szerokim rozstawieniu. Z tyłu zastosowano z kolei motyw podwójnych, zaokrąglonych kloszy.

### Koniec produkcji i następca
Trwająca 6 lat produkcja czwartej generacji Mercury Comet zakończyła się w 1977 roku, po czym zastąpiły ją dwa zupełnie nowe modele - Zephyr i Monarch.

### Silniki
- L6 2.8l
- L6 3.3l
- V8 4.9l